# Турухан (река)
Турухан (рус. Туруха́н), руска река, која протиче кроз Турухански рејон Краснојарске Покрајине, лева притока Јенисеја. Река се улива у Јенисеј, а 10 km низводно од своје десне притоке Доње Тунгуске, река се рачва у делту. Река је пловна у свом доњем току, 270 km од ушћа. У лето, Турухан значајно расте и није за пловидбу.
На самом ушћу реке, смештено је село Старотуруханск, а мало јужније, на другој обали Јенисеја је и веће село Туруханск, административни центар Туруханског рејона.